# Salamon-szigeteki koronásgalamb
A Salamon-szigeteki koronásgalamb (Microgoura meeki) a madarak osztályának galambalakúak (Columbiformes) rendjéhez és a galambfélék (Columbidae) családjához tartozó Microgoura nem kihalt egyetlen faja.
Hat példány és egy tojás alapján írták le, nem észlelték 1904 óta.

## Előfordulása
A Csendes-óceán déli részén, a Salamon-szigetekhez tartozó Choiseul területén élt. A természetes élőhelye szubtrópusi vagy trópusi nedves síkvidéki erdőkben volt.

## Kihalása
A kihalás oka feltehetően az elvadult kutyák és macskák voltak.